# Souris des villes, souris des champs
Souris des villes, souris des champs (The Country Mouse and the City Mouse Adventures) est une série télévisée d'animation franco-canadienne en 52 épisodes de 22 minutes produite par Cinar et France Animation, diffusée en France à partir du 27 mars 1998 sur France 3 dans Le Réveil des Babalous puis a été rediffusée sur Canal J, et au Québec à partir du 5 septembre 1998 à la Télévision de Radio-Canada.

## Synopsis
Émilie, maligne souris campagnarde, et son cousin Alexandre, distinguée souris citadine, vivent aux États-Unis et apprécient les voyages autour du monde. Mais chaque fois qu'ils se rendent quelque part pour rendre visite à l'un ou l'une de leurs cousins et cousines de la gent trotte-menu, il leur faut résoudre une mystérieuse affaire.

## Épisodes

### Première saison
1. La souris maraudeuse (The Mouse-tache Marauder)
2. L'affaire du diamant disparu (Mystery of the Missing Diamond)
3. La souris Strauss (Strauss Maus)
4. Surprenantes souris dans leurs machines volantes (Those Amazing Mice in Their Flying Machines)
5. Quand San Francisco gronde (Frisco Rumble)
6. Tirer le tigre par la queue (To Catch a Tiger by the Tail)
7. Le Mino taureau (Mouse-o-taur)
8. Suspens dans l'Orient-Express (Adventure on the Orient Express)
9. Souris en chocolat suisse (Swiss Chocolate Mouse)
10. Souris sur les glaces (Mice on Ice)
11. La grande aventure de Yéti (The Great Yeti Adventure)
12. La chasse au trésor (A Mouse-vellous Treasure Hunt)
13. La souris impériale de Chine (Imperial Mice on China)
14. Quand y a pas de yen (Yen for Trouble)
15. Le cirque de Moscouris (Mousecovites)
16. Les souris du Vaudeville (Vaudeville Mice)
17. Tétrapodes aux Antipodes (Outback Down Under)
18. Autant en emporte les Zeppelins (Zeppelins Away!)
19. Le mystère de la tombe du pharaon (The Mystery of the Mouse Pharaoh's Tomb)
20. Le fantôme du château de MacKensie (The Ghost of Castle MacKenzie)
21. L'île au trésor (No Mouse is an Island)
22. La montagne de diamants (Diamond Safari)
23. L'oasis perdu (Arabian Tales)
24. La souris du Klondike (Klondike Mice)
25. Le cadeau (All I want for Christmouse)
26. Les souris matadors (Matador Mice)

### Deuxième saison
1. Souris à bicyclette (Bicycle Mice)
2. Souris de ballet (Ballet Mice)
3. Des souris sous la lune Maya (Mouse in the Mayan Moon)
4. Des souris et des boulettes (Meatball Mice)
5. Des souris dans la jungle (Jungle Mice)
6. Souris chic (POSH Mice)
7. Souris Marconi (Marconi Mice)
8. Ciné souris (Cinematic Mice)
9. Souris Sherlock (Sherlock Mouse)
10. Souris en or massif (Solid Gold Mouse)
11. Les souris du Panama (Panama Mouse)
12. Trois souris et c'est fini (Three Mice and You're Out)
13. Les souris de l'Ouest sauvage (Wild West Mice)

### Troisième saison
1. Des souris à la Maison Blanche (White House Mouse)
2. Souris Houdini (Houdini Mouse)
3. Le gros fromage (The Big Cheese)
4. La grande foire (World's Fair Mice)
5. Les souris à Hong Kong (Hong Kong Mice)
6. Sensations à haute altitude (High Flying Hi-Jinks)
7. Souris siamoises (Siamese Mice)
8. Les souris en Nouvelle-Zélande (New Zealand Mice)
9. Quand la chance sourit (When Irish Mice Are Smiling)
10. Souris en peluche (Teddy Bear Mice)
11. Souris olympiques (Olympic Mice)
12. Souris au pôle Nord (North Pole Mice)
13. Mascarade à Trinidad (Trinidad Mousequerade)

## Distribution

### Voix françaises
- Michel Dodane : Alexandre
- Blanche Ravalec : Émilie
- Emmanuel Curtil : Cousin Renaud (Saison 2 Épisode 1)

### Voix anglophones
- Paul Reubens : Alexandre
- Veronica Taylor : Émilie
- Rick Gomez : Sans Queue ni Loi